# Helicops apiaka
Espèce
Helicops apiaka est une espèce de serpents de la famille des Dipsadidae.

## Répartition
Cette espèce est endémique du Mato Grosso au Brésil.

## Étymologie
Cette espèce est nommée en l'honneur des Apiacá.

## Publication originale
- Kawashita-Ribeiro, Ávila & Morais, 2013 : A New Snake of the Genus Helicops Wagler, 1830 (Dipsadidae, Xenodontinae) from Brazil. Herpetologica, vol. 69, no 1, p. 80-90.